# Hans-Jürgen Friske
Hans-Jürgen Friske (* 15. Oktober 1950; † 20. Januar 2024 in Münster) war ein deutscher Medienwissenschaftler und Journalist. An der privaten Fachhochschule University of Applied Sciences Europe (ehemals Business and Information Technology School) in Iserlohn war er als Dozent und Prodekan für den Studiengang Journalism & Business Communication tätig.

## Leben
Hans-Jürgen Friske promovierte am Lehrstuhl für Politikwissenschaft der Universität Münster. Nach Anstellungen als Redakteur bei verschiedenen Medienunternehmen nahm er Anfang der 2000er Jahre eine Dozentenstelle an der BiTS Iserlohn an. Er erhielt eine Professur und war als Prodekan Studiengangsleiter des Bachelor-Programms Communication & Media Management. Seine Forschungsschwerpunkte lagen in den Bereichen Printmedien und Journalismus.
Friske betrieb den informationsdienst alter & forschung, in dem er wissenschaftliche Ergebnisse über die demografische Entwicklung zusammenfasste. Er war Mitglied der SPD und stellvertretender Vorsitzender des Ortsvereins Mauritz-Erpho.
Hans-Jürgen Friske starb am 20. Januar 2024 in Münster.

## Schriften
- Zwischen Hoffnung und Skepsis – was erwarten die Unternehmerverbände von den neuen Bachelor- und Masterstudienprogrammen? Iserlohn 2004, ISBN 3-9808228-1-8.
- Technische Dokumentation. Grundlagen zum Verfassen von Anleitungstexten. LIT, Münster 1996, ISBN 3-89473-384-5.
- Justiz und Medien. LIT, Münster 1988, ISBN 3-88660-237-0.